# Fábrica da Vista Alegre
Nota: Se procura outros significados, ver Vista Alegre (desambiguação)

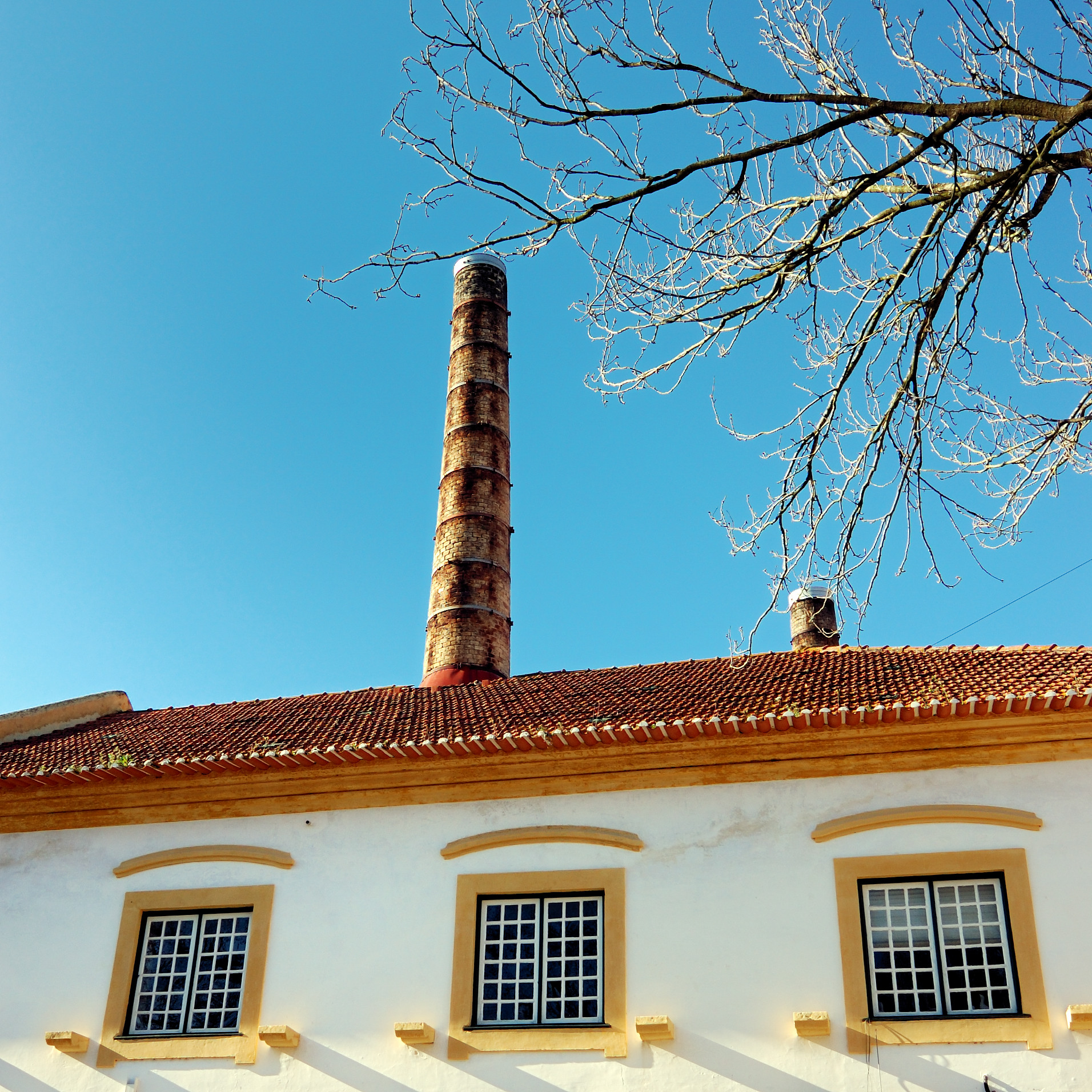
Fábrica da Vista Alegre em Ílhavo, Portugal.

Fábrica de Porcelana da Vista Alegre GOMAI • MHIH é uma fábrica de porcelana portuguesa fundada em 1824, localizada perto de Ílhavo sendo a mais antiga da Península Ibérica.
A empresa, pela sua história e tradição, mantém-se a mais emblemática das onze unidades industriais que compõem o grupo, produzindo cerca de 10 milhões de peças por ano, entre porcelana decorativa e doméstica.

## História

### Século XIX
A Vista Alegre foi fundada por José Ferreira Pinto Basto, que daria início a uma família de empresários que se mantém relevante na actualidade. Até o fim do século XVIII, Portugal não possuía nenhuma indústria que fabricasse porcelana, sendo o maior importador dessa material da China.
Influenciado pelo sucesso da fábrica de vidro da Marinha Grande, Pinto Basto decidiu criar uma fábrica de porcelanas, vidro e processos químicos. Começou por adquirir, em 1815, a Quinta da Ermida, um belo sítio perto da cidade de Ílhavo e à beira da ria de Aveiro, região rica em combustíveis, barro, areias brancas e finas e seixos cristalizados, elementos fundamentais para vidros e porcelanas. Pouco depois, comprou terrenos vizinhos, num total de quarenta hectares, e lançou-se no seu projecto.
O alvará que autorizou o funcionamento da Fábrica da Vista Alegre foi concedido em 1824, pelo rei D. João VI, passando esta a beneficiar de todas as graças, privilégios e isenções de que gozam, ou gozarem de futuro, as Fábricas Nacionais. Cinco anos depois, a Vista Alegre recebeu o título de Real Fábrica, um reconhecimento pela sua arte e sucesso industrial. A partir de 1832, a Fábrica intensificou seu trabalho e dedicou-se ao aperfeiçoamento da porcelana.
A contribuição de artistas estrangeiros, tais como Victor Rousseau, foi importante, sobretudo para a criação de uma escola de pintura, ainda hoje famosa. Neste período da história da Vista Alegre, assinalam-se factos como o desenvolvimento de uma obra social, a introdução de decorações a ouro e temas com paisagens e delicadas flores, a participação em certames (Paris e Palácio de Cristal no Porto) e, por último, a cessação da produção de vidro (1880).

### Século XX

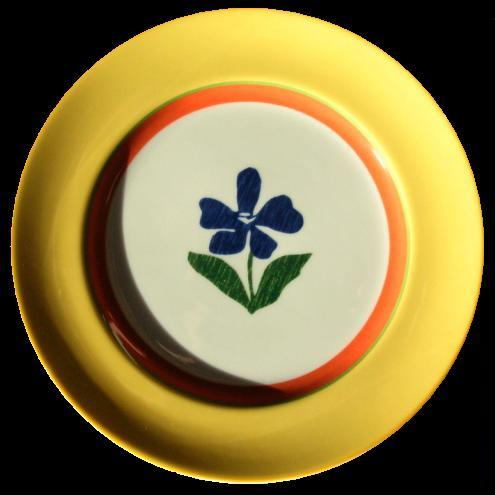
Prato de porcelana da Vista Alegre, fabricado no Brasil.

Até ao final da Grande Guerra, o período de brilho da fábrica foi ofuscado, pois as conturbações sociais encaminharam a empresa para grandes dificuldades. Contudo, o espírito introduzido pelo fundador e a manutenção da escola de desenho e pintura pelo pintor Duarte José de Magalhães estimularam a reorganização e modernização da empresa.
De 1922 a 1947, registou-se uma enorme renovação artística, destacando-se a colaboração de artistas de renome nacional, tais como Roque Gameiro, Raul Lino, Leitão de Barros, Piló, Delfim Maia, João da Silva, entre outros.
A 15 de Dezembro de 1932, foi agraciada com o grau de Grande-Oficial da Ordem Civil do Mérito Agrícola e Industrial - Classe Industrial.
Entre 1947 e 1968, a Vista Alegre realizou contactos internacionais, a formação de quadros técnicos especializados e a aquisição da principal concorrente, a Electro-Cerâmica. Na década de 1970, a fábrica deu importantes passos na sua modernização tecnológica e prestou mais atenção à formação de jovens pintores.
Em 1983, criou o Gabinete de Orientação Artística (GOA) e, dois anos depois, o Centro de Arte e Desenvolvimento da Empresa (CADE), com a finalidade de fomentar a criatividade e contribuir para a formação nas áreas de desenho, pintura e escultura. Conseqüentemente, nasceram as séries limitadas de peças de porcelana, chamadas de séries especiais e peças comemorativas.

### Século XXI
Em maio de 2001, deu-se a fusão da Vista Alegre com o grupo Atlantis, formando o maior grupo nacional de utensílios de mesa e sexto maior do mundo nesse sector: o Grupo Vista Alegre Atlantis, que atua em diversas áreas. Em 2002 foi concluído um processo de reengenharia industrial, que permitiu aumentar a capacidade e volume de produção.
A 19 de Janeiro de 2009, o Grupo Visabeira lança uma OPA à Vista Alegre e adquire o controlo total da marca.
A 21 de novembro de 2024, foi agraciada com o grau de Membro Honorário da Ordem do Infante D. Henrique.

## Património cultural
Para além das instalações industriais, o conjunto imobiliário da Vista Alegre engloba ainda uma Capela, um Teatro e um Museu.
A Capela de Nossa Senhora da Penha de França, ou Capela da Vista Alegre, fazia parte da Quinta da Ermida adquirida por José Ferreira Pinto Basto. Nesta Capela se encontra "o mais belo túmulo barroco de Portugal", túmulo do Bispo de Miranda, D. Manuel Moura Manuel, que este encomendara ao escultor francês Claude Laprade (1682 - 1736) e que foi realizado em 1699. É nesta capela que Laprade deixa o mais significativo resumo das suas potencialidades de escultor e organizador de composições decorativas de efeito teatral, no túmulo do antigo reitor universitário e inquisidor geral, o bispo de Miranda D. Manuel de Moura Manuel (1699). Realizado certamente em Coimbra, onde poderia dispor de pessoal auxiliar qualificado, o sumptuoso monumento, único no seu género em Portugal, origina-se em protótipos seiscentistas italo-franceses, recordando pela sua conceção dramática o do cardeal Richelieu em Paris (por Girardon) ou, mais propriamente, o que os irmãos Péru ergueram em 1688 para o abade La Coste, de plasticidade, todavia, muito superior. Produz, contudo o mais vivo contraste com o rico mausoléu contemporâneo da Princesa Santa Joana (Aveiro, Convento de Jesus), obra do arquiteto régio João Antunes, o mais representativo expoente da tradição nacional. Sob o arco-sólio, repleto de alusões macabras sem antecedentes entre nós, abriga-se o sarcófago ornado coma heráldica episcopal flanqueada por cariátides plangentes. Sobre a arca tumular repousa a estátua do prelado, cujo vibrante jogo fisionómico marca um ponto alto na carreira do artista, despertando um ponto alto na carreira do artista, despertando do seu turpor mortal ante a visão da Senhora da Penha de França, enquanto o Templo lhe soergue a mortalha. Coroando o conjunto, as figuras da Fortaleza e da Justiça apresentam nítidas afinidades com as suas congéneres coimbrãs, tal como a Virgem de Penha que o escultor realizou para a fachada. Um pequeno ossuário destinado à mãe do bispo, fronteiro ao túmulo, ostenta em escala reduzida a mesma gramática eloquente e teatral, na complexidade do discurso alegórico. A Capela da Vista Alegre foi declarada Monumento Nacional em 1910.